# Kahvepınar
Kahvepınar ist ein Dorf im Landkreis Şarkışla der türkischen Provinz Sivas. Kahvepınar liegt etwa 80 km südwestlich der Provinzhauptstadt Sivas und 21 km nördlich von Şarkışla. Kahvepınar hatte laut der letzten Volkszählung 16 Einwohner (Stand Ende Dezember 2010). Die Bevölkerung besteht hauptsächlich aus Osseten und Tschetschenen.